# Kungsängens IF
Kungsängens IF är en idrottsförening i Sverige som bildades den 28 augusti 1929. Klubben är aktiva inom fotboll, innebandy och parasport.

## Fotboll

### Spelare

#### Herrlagets spelartrupp
| Nr | Land    | Pos | Namn                      |
| -- | ------- | --- | ------------------------- |
| 1  | Sverige | MV  | San Mustafa               |
| 2  | Sverige | F   | Nicolas Olofsson          |
| 3  | Sverige | F   | Mattias Rosell            |
| 4  | Sverige | F   | Isaaq Raghe Johansson     |
| 5  | Sverige | F   | William Olme Dolkow       |
| 6  | Sverige | F   | Edin Bajramovic           |
| 7  | Sverige | MF  | Viktor Kramer             |
| 8  | Sverige | MF  | Bastian Andrés Pichinao   |
| 9  | Sverige | A   | Mohammed Siraj            |
| 10 | Sverige | A   | Pascal Simba              |
| 11 | Sverige | A   | Enrique Isaacs Cunningham |
| 12 | Sverige | A   | Jimmy Byrén               |
| 13 | Sverige | F   | Lukas Ekström             |
| 14 | Sverige | F   | Yassir Shafii             |
| 16 | Sverige | MF  | Chris Fox                 |

| Nr | Land    | Pos | Namn               |
| -- | ------- | --- | ------------------ |
| 17 | Sverige | MF  | Johan Hamnström    |
| 18 | Sverige | MF  | Neset Er           |
| 19 | Sverige | MF  | Adrian Alan        |
| 20 | Sverige | F   | Hannes Hanstad     |
| 22 | Sverige | MF  | Anthony Portilla   |
| 23 | Sverige | F   | Javier Ganga       |
| 24 | Sverige | MF  | Asokolo Simba      |
| 25 | Sverige | MF  | Jonathan Lindström |
| 30 | Sverige | MV  | Martin Lilja       |
| 32 | Sverige | MV  | Alex Heiskanen     |
| 33 | Sverige | MF  | William Pettersson |
| 99 | Sverige | A   | Augustin Muyenga   |
| -  | Sverige | F   | Nicholas Hillgren  |
| -  | Sverige | MV  | Pap Samba Diouf    |

## Bandy
Kungsängens IF har haft en bandysektion sedan 1959. A-lag spelar sina matcher i Division 3 på Kungsängens IP. Kungsängens IF har sin verksamhet inom Stockholms bandyförbunds distrikt.

### Historia
Juniorlaget i bandy som startade 1959 för att året därefter bli KIF:s A-lag förlorade inte en seriematch på 4 år. Laget vann sin serie varje år och avancerade i seriesystemet till div 3 innan den första förlusten kom efter 4,5 säsonger. Detta blev grunden till en fortsatt bandykultur i Kungsängen. Under följande år kom det hela tiden fram nya och duktiga bandyspelare. 
För två av dessa blev det spel i Allsvenskan. Karl-Erik Karlsson spelade ett antal säsonger för Djurgårdens IF och Niclas Oja spelade en säsong för Kalix i elitserien.
Säsongen 1985/86 spelade KIF i div 1, som vid den tiden var näst högsta serien. Även några år senare 1990/91 spelade A-laget i näst högsta serien, tyvärr även då endast under en säsong.
Därefter har bristen på konstfrusen bandyplan blivit mer tydlig och KIF har inte på allvar kunnat konkurrera om platserna i de högsta serierna. Men helt klart var att det under dessa år skapades en grundmurad bandykultur i Kungsängen som tyvärr måste avbrytas i samband med att bandyverksamheten upphörde år 2000 på grund av brist på konstfrusen bandybana.
År 2012 startade föreningen upp bandylaget igen.